# 규슈 급행버스
규슈 급행버스 주식회사(영어: Kyushu Kyuko Bus, 일본어: 九州急行バス)는 일본의 고속버스 업체로 본사는 후쿠오카현 후쿠오카시에 위치해 있으며, 영업소는 나가사키현 나가사키시에 위치해 있다. 1966년 7월 6일에 후쿠오카시에서 나가사키시 구간의 고속버스 노선인 규슈호를 운행하기 위해 당시 일본의 버스 기업인 서일본 철도, 쇼와 자동차, 유토쿠 자동차, 사이히 자동차, 나가사키현 교통국에서 각각 20%씩 출자해 제3섹터 방식으로 설립했다.

## 본사 및 영업소
- 본사 : 후쿠오카현 후쿠오카시 하카타구 하카타미나미 4-7-2
- 지사 : 나가사키현 나가사키시 미쓰마치 9-1

## 운행 노선

### 고속버스
설립 당시 후쿠오카시에서 나가사키시 구간을 운행하기 위해 설립되었고, 회사 설립 이후 운행 노선이 규슈호가 가장 유일하다.